# Есперанса (антарктична станція)
Есперанса (ісп. Esperanza Base - База Надії) — аргентинська науково-дослідна станція, розташована на крайній півночі півострова Антарктичний. Співробітники станції працюють в областях {\displaystyle :} гляціології, океанографії, екології берегової лінії, біології, геології і лімнології. Електроенергетика виробляється на місцевій станції, де розташовано 4 генератора, які поглинають 18 тис. літрів палива.

## Історія
База була побудована в 1953 році. Тут проживало в зимовий період 55 мешканців (зараз 43) у тому числі 10 сімей та 2 шкільних вчителя. У 1978 році була заснована місцева школа № 38 Julio A. Roca, а в 1997 році отримала незалежний статус. З 1979 року веде мовлення радіо рубка LRA 36 Radio Nacional Arcángel San Gabriel.
Станція Есперанса була місцем народження в 1978 році Еміліо Маркоса Палми — першої людини, народженої на континенті Антарктида.

## Клімат
Клімат — помірний морський. Середня температура -5.5 °C, влітку +0.2 °C, взимку -10.8 °C. Починаючи з 1948 р спостерігається тенденція зміни температури {\displaystyle :} цілий рік на +0.0315 °C, влітку на +0.0300 °C, взимку на +0.0413 °C.
6 лютого 2020 року на станції була зафіксована найвища за останні 59 років температура +18.3 °C.
| Клімат Есперанса (1961—1990) | Клімат Есперанса (1961—1990) | Клімат Есперанса (1961—1990) | Клімат Есперанса (1961—1990) | Клімат Есперанса (1961—1990) | Клімат Есперанса (1961—1990) | Клімат Есперанса (1961—1990) | Клімат Есперанса (1961—1990) | Клімат Есперанса (1961—1990) | Клімат Есперанса (1961—1990) | Клімат Есперанса (1961—1990) | Клімат Есперанса (1961—1990) | Клімат Есперанса (1961—1990) | Клімат Есперанса (1961—1990) |
| Показник | Січ.                         | Лют.                         | Бер.                         | Квіт.                        | Трав.                        | Черв.                        | Лип.                         | Серп.                        | Вер.                         | Жовт.                        | Лист.                        | Груд.                        | Рік                          |
| Абсолютний максимум, °C | 14,9                         | 18,3                         | 17,5                         | 15,9                         | 14,0                         | 17,1                         | 14,0                         | 13,0                         | 11,4                         | 17,0                         | 14,3                         | 14,6                         | 18,3                         |
| Середній максимум, °C | 3,1                          | 2,6                          | −0,4                         | −3,4                         | −5,6                         | −6,6                         | −6,4                         | −6,2                         | −2,7                         | 0,3                          | 1,3                          | 3,2                          | −1,7                         |
| Середня температура, °C | 0,5                          | −0,5                         | −3,1                         | −7,3                         | −9,6                         | −10,9                        | −10,8                        | −10,5                        | −7                           | −3,6                         | −1,7                         | 0,4                          | −5,3                         |
| Середній мінімум, °C | −1,8                         | −2,9                         | −6,4                         | −11,1                        | −13,4                        | −15,1                        | −15                          | −14,7                        | −11,1                        | −7,4                         | −4,6                         | −2,1                         | −8,8                         |
| Абсолютний мінімум, °C | −8,5                         | −13,2                        | −20,9                        | −26                          | −29,6                        | −30                          | −38,4                        | −32                          | −32,6                        | −23,2                        | −18                          | −9,7                         | −38,4                        |
| Середня кількість сонячних годин на місяць | 93,0                         | 127,1                        | 89,9                         | 60,0                         | 31,0                         | 12,0                         | 21,7                         | 43,4                         | 87,0                         | 136,4                        | 144,0                        | 161,2                        | 1006,7                       |
| Норма опадів, мм | 56.2                         | 65.0                         | 75.5                         | 59.1                         | 54.4                         | 47.4                         | 54.1                         | 72.1                         | 62.2                         | 56.4                         | 65.0                         | 59.0                         | 726.4                        |
| Днів з опадами | 14                           | 14                           | 17                           | 17                           | 14                           | 11                           | 13                           | 15                           | 15                           | 15                           | 16                           | 16                           | 177                          |
| Днів зі снігом | 16                           | 15                           | 16                           | 16                           | 14                           | 13                           | 14                           | 14                           | 16                           | 15                           | 16                           | 16                           | 181                          |
| Вологість повітря, % | 82                           | 80                           | 80                           | 80                           | 80                           | 79                           | 80                           | 80                           | 79                           | 80                           | 81                           | 80                           | 80                           |
| --- | ---------------------------- | ---------------------------- | ---------------------------- | ---------------------------- | ---------------------------- | ---------------------------- | ---------------------------- | ---------------------------- | ---------------------------- | ---------------------------- | ---------------------------- | ---------------------------- | ---------------------------- |
| Джерело: Weatherbase (temperatures), NOAA (precipitation), Servicio Meteorológico Nacional (precipitation and snowy days), Meteo Climat (record highs and lows), Deutscher Wetterdienst (sun, 1982—1990 and humidity, 1982—1995) |                              |                              |                              |                              |                              |                              |                              |                              |                              |                              |                              |                              |                              |